# Anita Sarawak
Anita Sarawak (* 23. März 1952) ist eine singapurische Sängerin, Entertainerin, Schauspielerin und Kochbuchautorin.

## Biografie
Die aus Singapur stammende Sarawak ist die Tochter des Regisseurs und Schauspielers Roomai Noor und der Schauspielerin Siput Sarawak. Sie begann ihre Karriere im Alter von 16 Jahren mit einem Auftritt in einer TV-Varieté-Show Yusof Ahmads im singapurischen Fernsehen. Hier wurde sie von AMI entdeckt und nahm in der Folge ihre erste Soul-Platte in englischer Sprache auf. Bereits im Alter von 14 Jahren hatte sie jedoch schon in einem Film mitgewirkt.
Am 21. November 1981 trat sie in der Bundesrepublik Deutschland als Gast in der ARD-Samstagabendshow Einer wird gewinnen auf.
1985 führte sie ihr Weg in die USA, wo sie über 14 Jahre lang im Caesars Palace in Las Vegas tätig war. Hier trat sie mit ihrer Band American Dream auf. Auch gab sie in dieser Zeit nach wie vor Konzerte im asiatischen Raum.
2001 kehrte sie nach Singapur zurück. Hier ist sie seitdem in diversen Filmen zu sehen gewesen und auch weiterhin musikalisch aktiv. Zudem leitet sie als Gastgeber die Talkshow The Anita Talkshow.
Ein weiteres Standbein der Künstlerin ist die von ihr herausgebrachte eigene Juwelenkreation namens The Anita Sarawak Cinta Collection. Auch als Autorin eines Kochbuchs machte sie auf sich aufmerksam (Anita Sarawak Cooking with Love).
Im September 2009 geriet sie in die Schlagzeilen, als sie gemeinsam mit ihrem Ehemann in Kuala Lumpur überfallen wurde.
Sarawak heiratete 1972 den Musiker Mohamad Abdul Samad und 1981 den indonesischen Schauspieler Broery Marantika. 1995 ehelichte sie dann den Amerikaner J.D. Nicholas, Saxophonist der Commodores. Alle Ehen endeten in einer Scheidung, die letzte im Jahr 2000.